# فيليكينت (داغستان)
فيليكينت (بالروسية: Великент) هي مدينة في جمهورية داغستان في روسيا. ويبلغ عدد سكانها حوالي 3917 نسمة.